# Campionato mondiale maschile under 17 di pallavolo
Il campionato mondiale maschile under 17 di pallavolo è una competizione pallavolistica per squadre nazionali, riservata a giocatori con un'età inferiore di 17 anni, organizzata con cadenza biennale dalla FIVB.

## Edizioni
| Edizione      | Edizione      | Podio    | Podio     | Podio         |
| Anno          | Organizzatore | Campione | Seconda   | Terza         |
| ------------- | ------------- | -------- | --------- | ------------- |
| 2024 Dettagli | Bulgaria      | Italia   | Argentina | Taipei cinese |

## Medagliere
| Pos. | Squadra       | 1º posto | 2º posto | 3º posto | Totale |
| ---- | ------------- | -------- | -------- | -------- | ------ |
| 1    | Italia        | 1        | -        | -        | 1      |
| 2    | Argentina     | -        | 1        | -        | 1      |
| 3    | Taipei cinese | -        | -        | 1        | 1      |